# Rajmund Nerojeni
Rajmund Nerojeni (katalonsko Sant Ramon Nonat, špansko San Ramón Nonato, francosko Saint Raymond Nonnat, latinsko Sanctus Raymundus Nonnatus), katoliški duhovnik in svetnik iz Katalonije na Iberskem polotoku * 1202 Sant Ramon (Portell pri Lleidi) grofija Segarra, kneževina Katalonija Aragonsko kraljestvo); † 31. avgust 1240, Cardona (Vojvodina Cardona, danes Španija)

## Življenje

### ImeRajmund
Slovenska različica tega imena je Rajko in je verjetno nastala iz hrvaškega imena Rajko, ter se naslonila na svetniško ime Rajmund, ki poteka še iz predkrščanskih časov. Razlagajo ga na več načinov:
1. Ime Rajmund[5] izhaja iz nemške oblike imena Reimund, le to pa iz še starejšega imena Reginmund, ki je zloženo iz dveh starovisokonemških besed ragin, ki pomeni »sklep usode, bogov« in druge besede munt, ki pomeni »obramba«. [6]
2. To nemško ime izhaja iz Ragimund, kar je sestavljeno iz besed ragin, »božanski«, ter mund, »varstvo, zaščita, obramba«, v pomenu »božje varstvo«. Ime je bilo zelo razširjeno v srednjem veku, in je še danes navzoče po celi Italiji. [7]
3. Ime „Rai-mund“ je sestavljeno iz dveh besed in sicer pomeni v starovisokinemščini: Rai »nasvet«, Mund »varstvo«. [8] [9]
4. Raimondo izhaja iz germanščine v pomenu varuje z nasvetom [10] [11]
5. Ime pomeni svetovalec in varuh. [12] [13]
6. Ime izhaja iz staronemškega Raginmund: »modri zavetnik; nasvet, ki zagotavlja varstvo«. [14] [15]
7. Ime Rajmund izhaja torej iz nemškega imena Raimund, to pa iz germanskega Raginmund. Pravzaprav pa izhaja iz mlajših poromanjenih različic, predvsem španske Raimundo. Le-to izhaja iz besed ragina, »svet«, »odločitev ali sklep bogov«, in mundo, »varstvo, zaščita, bramba«, kar lahko pomeni človeka, »ki ga varujejo bogovi«. [16]

### Rojstvo in mladost
Rajmund Nerojeni  katoliški duhovnik in svetnik iz Katalonije na Iberskem polotoku; ustanovil je Red Blažene Device Marije Usmiljene za rešitev sužnjev (latinsko Ordo Beatae Mariae de Mercede redemptionis captivorum skrajšano OdeM). 
Njegov nadimek Nerojeni (latinsko Nonnatus) se nanaša na njegovo rojstvo s carskim rezom, ki ga njegova mati ni preživela, kakor ga ni nobena do izumov ginekologa Kellyja 1888. Pred njegovim izumom je zadnja mati preživela carski rez 50 let poprej, druge so vse umrle na porodu. Zadeva pa še zdaleč ni bila tako preprosta, kot se zdi na prvi pogled, ampak tako izredna, kot je nekaj izrednega tudi celo njegovo življenje. Pri njegovem rojstvu pravzaprav ni šlo za navaden cesarski rez, ampak so ga dobesedno izrezali iz rajne matere. 
Rajko je torej prišel na svet v zaselku Sant Ramon, v vasi Portell pri Lleidi;  grofije Segarra, kneževina Katalonija, Aragonsko kraljestvo blizu Barcelone v severovzhodni Španiji. Njegova mati je izhajala iz nekdaj bogate rodovine Fox-Sarroy, mož pa se je ponašal z naslovom Kardonskih grofov; sčasoma je družina zelo obubožala in na koncu jim ni ostalo drugega kot velik gozd in nekaj krav.  
Pridevek Nerojeni (latinsko Nonnatus) je Rajko torej dobil zato, ker je mati umrla že v sedmem mesecu nosečnosti. Pri pripravah za dajanje na oder so ženske opazile, da se dojenček še giblje v njej; če so ga hoteli rešiti, ni bilo veliko časa za razmišljanje. Zadevo je odločil rajnkin brat, ki je z mečem izrezal otroka; navzoče ženske pa so poskrbele za jokajočega dojenčka v decembru, leta Gospodovega 1204. Nemudoma – meneč, da ne bo preživel – so ga krstili na ime Rajmund - Rajko.

### Boj za poklic
Deček je le preživel in se čisto v redu razvijal. Bil je nadarjen in bistroumen, zato mu je oče omogočil učenje; kazno je bilo, da so sina bolj zanimale duhovne kot posvetne zadeve. Oče se je začel bati, da bodo njegovi upi, da bo sin prišel kdaj na kraljevi dvor ter postal slaven vitez ali uspešen gospodar, ki bo povrnil izgubljeno družinsko premoženje, splavali po vodi. 
Zato ga je vzel iz šole, ga poslal na samotno pristavo ter mu zaupal upravo premoženja misleč, da ga bodo gospodarske skrbi odvrnile od duhovnega poklica. Ponižnost, s katero je Rajko sprejel očetovo odločitev in prepričanje, da lahko služi Bogu povsod, sta prinesla obilne sadove. Na gozdnatem griču, kjer je pasel živino, je stala kapelica, ki so jo njegovi predniki posvetili svetemu Miklavžu. V deviški naravi je imel za molitev še več časa in med premišljevanjem pod modrim nebom se je še bolj bližal njenemu Stvarniku. Nekega dne ga je oče našel klečati v kapeli, ko se je izročal Mariji ter je pred njo storil zaobljubo čistosti. 
Poslal ga je v Barcelono k uglednim prijateljem, da bi mu priskrbeli kako donosno službo na kraljevem dvoru. Rajko pa je tudi tukaj nadaljeval pobožno življenje: postil se je, trapil telo, molil in se ogibal hrupne družbe vrstnikov. 
V tem času je neki veikaš v izbruhu ljubosumnosti hudo pretepel svojo ženo; verjel je namreč obrekovalcem, ki so mu natvezili, da mu je žena nezvesta. Ko se je pomiril in opazil ženine solze in rane, ga je začela peči vest, češ da je morebiti ženo kaznoval po nedolžnem. Zato je odšel iskat nasveta k Rajmundu, ki je že takrat slovel po svoji modrosti. V odgovor mu je dejal: »Kakor je bila neutemeljena obtožba glede tvoje žene, prav tako se ji bodo rane zacelile. Vedi, da ti je bila soproga vedno zvesta in ko boš prišel domov, jo boš našel zdravo in čilo. Hudobne obrekovalce pa bo doletela zaslužena kazen.« Vznemirjeno je pohitel potolaženi mož domov in ves blažen objel svojo ženo, ki je med tem popolnoma okrevala. Hudobneži pa, proti katerim so iznesli še druge hude obtožbe, so čez nekaj dni končali svoje zgrešeno življenje na vislicah. 
Zadeva se je hitro razvedela in prišla na uho tudi očetu. Njegov boter, mogočni grof Kardonski, ki je pogosto prihajal na lov v to področje, pa je tudi posredoval; tako mu je oče končno dovolil vstop v nedavno ustanovljeni red usmiljencev sv. Petra Nolaska, kjer je prejel belo redovno obleko z rdečim križem iz rok samega ustanovitelja.
Sedaj je smel Bogu posvečeni mladenič dokončati šolanje, prejeti 1222 mašniško posvečenje in se posvetiti pridiganju, ki ga je opravljal tako uspešno, da so ga po nekaj letih imeli predstojniki za zmožnega opravljanja pravega namena reda; za najtežjo službo – reševanje ujetih kristjanov iz muslimansko-saracenskega suženjstva, so namreč predstojniki uporabljali le člane preizkušene pobožnosti in požrtvovalne ljubezni do Boga. 

### Reševanjekrščanskihsužnjev
Tri leta po vstopu v red je na dveh potovanjih kot pomočnik spremljal svetega redovnega ustanovnika, nato so pa njega poslali na čelu nekaj bratov v Alžir, od koder je srečno pripeljal 150 rešenih krščanskih sužnjev nazaj v domovino. Naslednje leto, 1235, je odpotoval v Rim v važni zadevi glede reda, in je od papeža Gregorja IX. izposloval cerkveno potrditev reda usmiljencev. Nato je zopet odjadral v Afriko. Njegovi nadčloveški gorečnosti in požrtvovalnosti je uspelo, da je zopet rešil suženjskih verig 228 kristjanov in jih vrnil njihovim družinam. Ko je pa svoja denarna sredstva izčrpal, se je kar sam ponudil za talca namesto nekaj ujetnikov, ki so bili v nevarnosti, da bodo zatajili krščanstvo, dokler ne bo prišel potreben denar iz Španije. S svetim veseljem, da je postal vreden nekaj pretrpeti iz ljubezni do Jezusa, se je dal vkovati v suženjske verige, delal z njimi v sončni pripeki in nadaljeval pri tem svojo duhovno službo. Z ljubečimi besedami je tolažil sojetnike, poživljal njihovo vero v dobrotno Božjo Previdnost in jih opogumljal. 
Čisto posebno sočutje pa je kazal do najnesrečnejših med temi nesrečniki, ki so, da bi dosegli od Saracenov vsaj neko prizanašanje in olajšanje, zatajili vero v Jezusa Kristusa in tako obtežili svojo vest z odpadom ter se obenem osramotili pred svojimi tovariši. Tem je govoril na srce tako milo in pretresljivo, da so mnogi preklicali svojo nezvestobo z grenkimi solzami in prinašali dostojne spokorne sadove. V svoji gorečnosti za Božjo slavo je čisto pozabil, da s tem postavlja v nevarnost svoje lastno  življenje ter je smelo oznanjal ob vsaki priložnosti blagovest tudi Saracenom. Bilo mu je v sladko tolažbo, da je pridobil za Jezusa veliko velikašev; zategadelj pa ga je županstvo strahovito zlostavljalo, ponovno krvavo pretepalo na očitnih mestnih prostorih in ga obsodilo na bolečo smrt nasaditve na kol. Le strah Saracenov, da bodo izgubili obljubljeno odkupnino za odpuščene sužnje, mu je rešil življenje.

#### Ujetnik
Namesto tega pa je uporabil sodnik drugo, od hudiča iznajdeno kazen: dal mu je prebosti obe ustnici z razžarjenim železom, ga povezal s ključavnico in trpina zasmehoval: »Sedaj boš vendarle molčal o svojem Kristusu in ne boš več vznemirjal častilcev našega velikega preroka Mohameda.« Vendar se je zmotil. Rajko je ležal osem mesecev v svoji temni zaporniški luknji; le vsake tri dni so mu sneli z ust železno ključavnico, da so ga bedno nahranili; nosil je težke verige na rokah in nogah. K njemu pa so prihajali številni tolažbe in zdravja željni kristjani ter spreobrnjenci. On jim je molče govoril in oni so ga razumeli: že sam pogled na svetega mučenca, ki se je veselil svojih bolečin, je bila mogočna pridiga polna krepke tolažbe. 

### Kardinal
Med tem časom so redovni sobratje iz Španije končno prinesli težko naberačeno visoko odkupnino; Rajko je dobil prostost ter je zopet deloval z neutrudno radostjo v svojem napornem poklicu. Branil se je zapustiti tako rodovitno misijonsko področje in se ni hotel vrniti v domovino, ker je ječalo v sužnosti še toliko neodkupljenih kristjanov; končno pa se je le vdal pred izrečnim ukazom svojega predstojnika Petra Nolaska, ki ga je predvidel za svojega naslednika v vodenju reda usmiljencev, in se vrnil nazaj v Španijo. 
Nedolgo za tem pa ga je papež Gregor XI. v znak priznanja za njegove čednosti in zasluge povzdignil v kardinalstvo. V Barceloni so Rajmunda slovesno sprejeli in ga spremljali med zmagoslavnim klicanjem v razkošno kardinalsko palačo, ki mu jo je pripravil kardonski grof. Visoka čast pa ni spremenila njegove preprostosti: zapustil je bogato opremljene sobane, ter se umaknil v skromno celico svojega samostana, nosil ubožno meniško kuto in živel popolnoma  kot preprost redovnik. Ko so mu očitali, da premalo upošteva svoj položaj, je odgovoril z njemu lastno prijaznostjo, da se ponižnost in čast medsebojno zelo dobro prenašata, medtem ko si koristita in se varujeta. 

## Smrt in spomin
1239 se je torej Rajmund med velikimi častmi vrnil iz Alžirije v Barcelono, a že naslednjega leta ga je papež Gregor IX. poklical v Rim za osebnega svetovalca. Še istega leta – 1240, - pa ga je Jezus poklical v nebesa. Hudo trpljenje, mučenje in stradanje ga je tako izčrpalo, da je njegovo telo izhiralo. Ko je namreč kot kardinal namenil poslovilni obisk svojemu dobrotniku, Kardonskemu grofu v Kardoni, je že po nekaj urah moral prekiniti potovanje, ker je dobil visoko vročino ter na smrt zbolel; po izročilu je prejel na čudovit način po rokah angela v podobi redovnega sobrata božansko popotnico in umrl sladko v svojem 37. letu, 31. avgusta 1240, in sicer na Kardonskem grajskem griču, kakih deset kilometrov od Barcelone. 
Rajmunda so pokopali v Miklavževi kapeli njegovega rojstnega kraja Portella, kjer je nastal 1675 samostan Sant Ramon de Portell. Skupaj s Petrom Nolaskom ga je  papež Aleksander VII. 30. septembra 1628 poblaženil – oziroma potrdil njegovo že od zdavnaj obstoječe svetniško češčenje -, 4. avgusta 1657 pa ga je zapisal v rimski martirologij. 1681 ga je slovesno v Rimu posvetil papež Inocenc XI..  

### Relikvije
Za posest svetega trupla so se potegovali grof Kardonski, mesto Barcelona in redovni sobratje. Odločitev so prepustili samemu Bogu ter poslušali nasvet preprostega starca: svetnikovo telo so deli na voz, vanj vpregli slepo mulo in jo pustili, naj vozi po svoji volji. Žival je peljala voz med nepregledno množico, ki jo je spremljala, prav k tisti Marijini kapeli sredi gozda na griču, kjer je Rajko v svoji mladosti kot pastir tako pogosto prisrčno molil. Tukaj so ga z vsemi častmi položili v grobnico. Iz kapele je nastala imenitna cerkev in obiskovana božja pot. Tam poleg je sv. Peter Nolasko 1255 zgradil samostan usmiljencev. 
Njegov grob so »rdeči« republikanci med Špansko državljansko vojno  1936 razdejali, njegove relikvije pa zažgali; kar je bilo spravljenih na varno, pa so neznanci 2007 ukradli, ter se je za njimi izgubila sleherna sled. 
Pobožni navadi, da odličnejše cerkve hranijo svetniške relikvije gre zahvala, da so se Rajkovi sveti ostanki le ohranili: v Padovi, Gaeti, Benetkah, Rimu in drugod po svetu. 
  

### Češčenje
Svetega Rajmunda častijo zlasti v špansko govorečih deželah, v Italiji, pa tudi med anglikanci. V Rimskem koledarju danes ni več vpisan kot god ali spomin; njegova omemba v bogoslužju je dana na voljo krajevnim Cerkvam, zlasti v Kataloniji.  
Dodatek k Rimskemu obredniku je podajal obrazec za blagoslov vode v njegovo čast, ki jo uporabljajo za zdravje bolnikov; podoben obrazec je obstajal za blagoslov sveč z istim namenom. 
Nekateri tovrstni blagoslovi pa so bili pridržani določenim redovnim družbam, med drugimi: 
| Italijansko besedilo | Slovenski prevod |
| --- | --- |
| Riservate all’Ordine della Madonna della Pietà e Redenzione degli Schiavi (Mercedari): benedizione e imposizione con lo scapolare della Madonna della Redenzione; benedizione dell’acqua per i malati in onore di San Raimondo Nonnato; benedizione delle candele in onore di San Raimondo Nonnato; benedizione dell’olio in onore di San Serapione Martire. | Pridržani Redu Marije od Usmiljenja in Rešiteljice sužnjev (usmiljencem): blagoslov in obešanje škapulirja Marije Rešiteljice; blagoslov vode za bolnike v čast svetemu Rajmundu Nerojenemu; blagoslov sveč v čast sv. Rajmundu Nerojenemu; blagoslov olja v čast sv. Serapionu Mučencu. |

Navodilo Inter oecumenici iz 1964 pa pravi v točki 77: "Blagoslove, ki jih vsebuje Rituale Romanum  tit. IX, cap. 9, 10, 11, in so bili doslej pridržani, lahko odslej podeli vsak duhovnik z izjemo tistih, ki so pridržani škofu." 

#### Zavetništvo
Sveti Rajko je zavetnik babic in krivično obtoženih. Priporočajo se mu za srečen porod in zoper otroško vročico; je zavetnik nosečnic, nerojenih otrok in spovedne molčečnosti.   

#### V družbenih občilih
- BBC je  2012 oddajal žaloigro-nadaljevanko (=dramsko serijo) Call the Midwife (Pokliči babico) z glavnim dogajanjem  v Nonnatus House (Nerojenovi hiši), ki se odvija v anglikanskem nunskem samostanu v zapuščenem vzhodnem londonskem predmestju petdesetih let 20. stoletja. Zgodba temelji na knjižni trilogiji Pokliči babico. Avtorica Jennifer Worth je uporabila Nonnatus House kot izmišljeno ime za anglikansko redovniško skupnost Sisters of St John the Divine v Whitechapel, kjer je ona resnično delovala.[34]
- V Christmas special,[35] je radio obenem s PBS[36] tudi v Ameriki, v eni odaji prikazal dogodek, ko sestre najdejo zapuščenega dečka na samostanskih stopnicah; dojenčka nune krstijo na ime Rajko v čast svetniku, ki je tesno povezan z njegovim rojstvom, a to je zavetnik samostana, sveti Rajmund Nerojeni.

- V video-igrici "Broken Sword: The Serpent's Curse" (2013-2014), se prikaže Sveti Rajmund v podobi imenovani "La Maledicció".

### Krajevna imena
Po njem je imenovano več krajev: 
1. Saint Raymond v Kanadi (dežela Québec) [37]
2. San Ramón de la Nueva Orán v Argentini. To mesto s 73.000 prebivalci je 31. avgusta 1794 ustanovil Španec Ramón García de León y Pizarro, ki je mesto krstil z San Ramón de la Nueva Orán, ker je bil ta dan god sv. Rajmunda Nerojenega, ki se je menda rodil v alžirskem mestu Oranu.  [38]
3. Vasica v severnem New Mexicu v ZDA. Številni kraji v Čilu, Salvadorju ter Peruju tudi nosijo njegovo ime: „San Ramon“.
4. Mesto Juana Díaz v Portoriku obhaja vsakoletno svoje mestne patrone, med katerimi je na odličnem mestu „San Ramón Nonato“ in sicer s procesijo, med katero nosijo njegov kip; nato pa je tekmovanje rezbarjev.
5. Posvečene so mu številne katoliške cerkve, njihovi zvonovi, šole zlasti babiške – predvsem po špansko govorečih deželah.
6. V Toulousu obstaja antični muzej, „Musée Saint-Raymond“ [39].
7. V mestu Santa Barbara v Kaliforniji stoji stara kapela, poimenovana „San Ramon Chapel“.

#### V pregovorih
| Nemški izvirnik                         | Slovenski prevod            |
| --------------------------------------- | --------------------------- |
| Sankt Raimund treibt die Gewitter fort. | Sveti Rajko odganja nevihto |

### Upodobitve
Upodobljen je v redovnem oblačilu usmiljencev (belo oblačilo z rdečim križem), po navadi obdan z odkupljenimi kristjani. Na nekaterih upodobitvah ima usta zaklenjena s ključavnico, v rokah pa drži mučeniško palmo. Redkeje je oblečen v kardinalska oblačila, nosi kardinalski klobuk ali pa je klobuk zraven njega. Upodabljajo ga tudi v karminasto-rdeče-beli redovniški obleki, z mučeniško palmo s tremi venci in z monštranco v rokah. 
- Francisco Pacheco: Mučeništvo sv. Rajmunda Nerojenega
(1600-11, Zasebna zbirka)
- Francisco Pacheco:  Zadnje obhajilo sv. Rajka Nerojenega
 (1611). Barnard Castle, Co. Durham, UK, Bowes Museum
- Francisco de Zurbarán: Sveti Rajko Nerojeni
(1636-41, zasebna zbirka)
- Sveti Rajmund Nerojeni Jose Aragon American (New Mexico) okrog 1820-35 Philadelphia Museum of Arts
- José Vergara Gimeno Sv. Rajko Nerojeni (okrog 1750)

## Ocena
- Rajko je bil nekaj izrednega skozi celo življenje in še po smrti – da je utegnilo komu priti na misel, da tako nenavaden svetnik sploh nikdar ni živel. Vendar je tako mnenje osamljeno: glede njegovega obstoja se pravzaprav vsi strinjajo. [41]
- Manj soglasja je pa glede poročanja, da je bil kardinal Svete Rimske Cerkve. V zgodovinopisju in svetopisju omenjajo, da ga je po vrnitvi v Španijo 1239 njegova svetost papež Gregor IX. imenoval za kardinala-diakona pri Sant'Eustachio, in da je umrl na svoji poti v Rim. Posledično so ga tudi slikali oblečenega v škrlat in nosečega rdeč kardinalski biret. Vendar italijanski zgodovinar Bagliani meni, da Rajko ni bil nikoli kardinal, in da so sv. Rajmunda pomešali z Angležem Somercotom, ki pa je res bil kardinal-diakon pri S. Eustachio 1238-1241 in je v tem času tudi kot tak podpisoval papeške listine. V istem času pa ni prostora za dva kardinala enakega naziva. Ali pa ne bi mogel morda kdo opravljati visoke cerkvene službe brez kardinalstva? [42] [43]
- Nihče nima več ljubezni, kot tisti, ki da svoje življenje za svoje prijatelje (Jn 15,13). V tej izjavi lahko povzamemo življenjski moto sv. Rajmunda. Ta svetnik je bil sposoben pričati o Kristusu tudi z zaklenjenimi ustnicami. Primer njegove poslušnosti je bil učinkovitejši kot tisoč cvetočih besed. [19]